# Баббелер

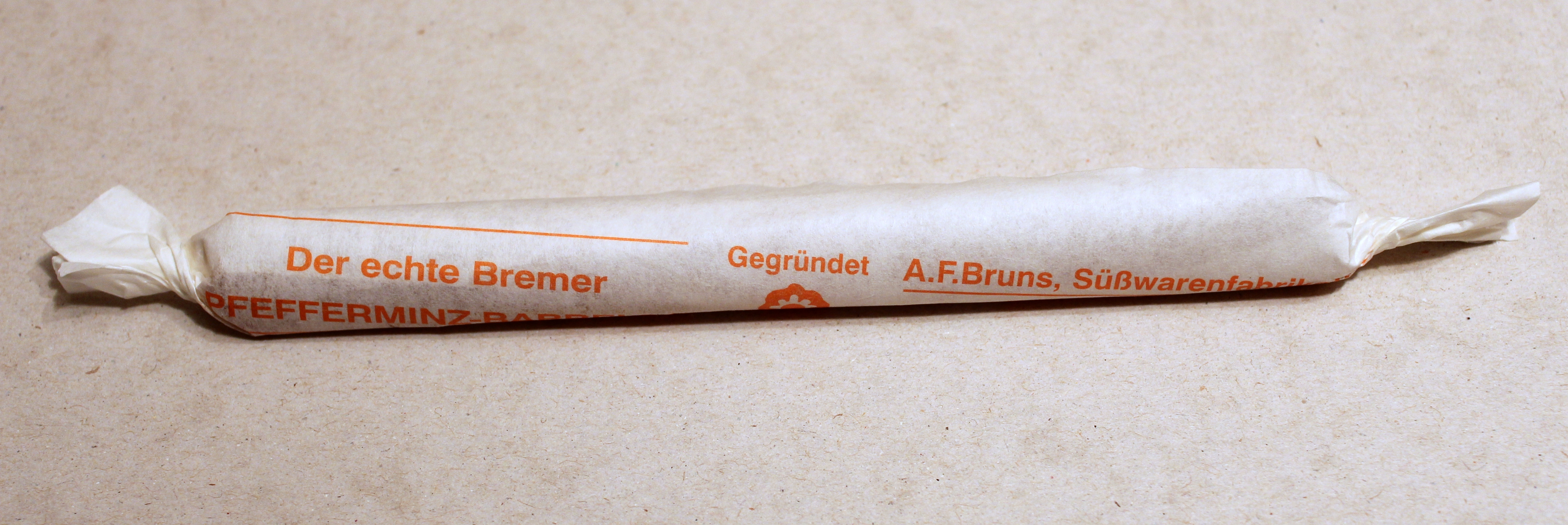
Баббелер в традиционной пергаментной обёртке

Ба́ббелер (нем. Babbeler — от н.-нем. Babbel — «рот») — специалитет бременской кухни, мятный леденец в форме стержня. Считается одним из первых леденцов от кашля. Баббелер продаётся на традиционном бременском Фраймаркте, а в течение всего года — преимущественно в аптеках, но также в кофейных и чайных лавках, магазинах здорового питания и супермаркетах.
Популярную бременскую сладость из сахара, глюкозного сиропа и воды с маслом перечной мяты придумал и выпустил в 1886 году местный кондитер Адольф Фридрих Брунс. Прерванное в годы Второй мировой войны производство было восстановлено его потомками Улишами в 1953 году, которые уже в четвёртом поколении хранят секрет рецепта.